# Hartmann V de Kibourg
Hartmann V de Kibourg (le Jeune) (né vers 1229, mort le 3 septembre 1263) était un membre de la dynastie des Kibourg dont le fief était basé dans la région de Winterthour. Ses parents étaient Werner, comte de Kibourg, et Alix de Lorraine, dame d'Ormes. Il était le neveu de Hartmann IV de Kibourg qui fit construire des couvents dans la partie orientale de la Suisse.

## Biographie
Vers le milieu de XIIIe siècle, Hartman V devint l'héritier d'une partie des territoires de la famille et il étendit ses terres à l'ouest de la Reuss jusqu'à Berthoud et au sud en direction de Zoug et du nord du Lac des Quatre-Cantons.
Il épousa en premières noces Anna de Rapperswil, peut-être fille du comte Rodolphe IV de Rapperswil. En secondes noces, le 27 janvier 1254, il épousa Elisabeth de Bourgogne, fille d'Hugues, comte palatin de Bourgogne et d'Alix d'Andechs.
De ce second mariage, il eut une fille Anne qui épousa Eberhard 1er de Habsbourg-Laufenbourg.
À sa mort, une grande partie de ses biens revinrent à sa fille Anne et à Rodolphe de Habsbourg qui réussit à faire des alliances avec le reste de la famille Kibourg. Son oncle décéda une année plus tard, éteignant ainsi la lignée des Kibourg dont les territoires et le château passèrent en main hasbourgeoise.